# Gortyna perlucida
Gortyna perlucida là một loài bướm đêm trong họ Noctuidae.